# جون ويليام إزرائيل
جون ويليام إزرائيل (بالإنجليزية: John William Israel)‏ هو موظف مدني أسترالي، ولد في 4 يوليو 1850 في لاونسستون في أستراليا، وتوفي في 30 مايو 1926 بسبب سرطان.